# Gravitație cuantică
Gravitația cuantică este o ramură a fizicii teoretice care are ca obiectiv unificarea mecanicii cuantice cu relativitatea generală, încercând astfel să explice interacțiunea gravitațională din punct de vedere cuantic.
Teoria trebuie să fie în măsură să intuiască rezultatul situațiilor în care atât efectele cuantice, cât și gravitatia, sunt importante (doar la scara Planck, cu excepția cazului în care alte teorii, precum cea a Multiversului, sunt corecte). Motivul cuantificării gravitației vine de la succesul remarcabil al aplicării principiilor teoriei cuantice la celelalte trei interacțiuni fundamentale (forța tare, forța slabă, electromagnetismul). Deși unele teorii ale gravitației cuantice precum teoria coardelor și așa-numitele teorii ale totului, care unifică gravitația cu celelalte forțe fundamentale, alte teorii, precum teoria gravitației cuantice în bucle, doar încearcă să cuantifice câmpul gravitațional, fără să-l lege de celelalte forțe fundamentale.
Fenomenele fizice observate la începutul secolului 21 pot fi descrise bine fie de mecanica cuantică, fie de teoria relativității generale, fără a fi nevoie de ambele. Acest fenomen se datorează scării la care acționează fiecare teorie. Efectele cuantice sunt de obicei importante doar pentru particulele foarte mici, nedepășind mărimea moleculelor tipice. Efectele relativiste, pe de altă parte, apar la scară macroscopică, cum ar fi stelele. (Câmpurile gravitaționale ale planetelor pot fi bine descrise de gravitația liniarizată). Există o insuficiență a dovezilor experimentale cu privire la gravitația cuantică, și fizica clasică poate descrie, într-un mod adecvat, efectele gravitației observate într-un interval de peste 50 de ordine de mărime de masă, adică pentru mase de la aproximativ 10−23 la 1030 kg.
Deși nu există o descriere cuantică a gravitației, este posibilă determinarea comportamentulului unui obiect cuantic în prezența gravitației. Prezicerea mișcării unei particule într-un câmp gravitațional (se consideră gravitația newtoniană, suficient de precisă la această scară) este un exercițiu clasic pentru studenți. Se arată că nivelurile energiei potențiale gravitaționale sunt bine cuantificate, chiar dacă gravitatia în sine nu este.
Experimentul de atunci a fost condus de Valeri Nesvijevski și arată că neutronii au fost găsiți pe traiectoriile prezise de mecanica cuantică.
Chiar și încercarea de a cuantifica teoria clasică a gravitației liniarizate a întâmpinat numeroase dificultăți matematice - gravitația cuantică este non-renormalizabilă. Situația este agravată de faptul că experimentele directe în domeniul gravitației cuantice sunt greu realizabile cu tehnologiile moderne din cauza caracterului prea slab al interacțiunii gravitaționale.

## Probleme cu gravitația cuantică

Diagrama care arată unde se află gravitația cuantică în ierarhia teoriilor fizicii

O teorie cuantică a gravitației poate fi utilă în unificarea relativității generale cu principiile mecanicii cuantice, dar apar dificultăți în această încercare. Teoria rezultată nu este renormalizabilă, și nu poate face predicții fizice semnificative. Dezvoltările ulterioare au dus la teoria coardelor și gravitația cuantică în bucle. Structura relativității generale ar rezulta din mecanica cuantică a interacțiunii particulelor teoretice fără masă de tip spin-2, numite gravitoni, deși nu există dovezi concrete ale acestora.
Dilatonul a apărut în teoria lui Kaluza-Klein, o teorie cinci-dimensională care combina gravitația și electromagnetismul, și ulterior în teoria coardelor. Ecuația câmpului care guvernează dilatonul, derivată din geometria diferențială, ar putea fi supusă cuantizării. Deoarece această teorie poate combina efectele gravitaționale, electromagnetice și cuantice, cuplarea lor ar putea conduce la un mijloc de justificare a teoriei prin cosmologie și experimente.
Cu toate acestea, gravitația este nerenormalizabilă perturbativ. Teoria trebuie să fie caracterizată printr-o alegere a unor parametri finit de mulți, care, în principiu, se pot stabili prin experiment. Dar, în cuantificarea gravitației există, în teoria perturbației, infinit de mulți parametri independenți necesari pentru a defini teoria.
Este posibil ca, într-o teorie corectă a gravitației cuantice, parametrii necunoscuți infiniți să se reducă la un număr finit care poate fi apoi măsurat. Una din posibilități este să existe principii de simetrie noi, nedescoperite, care constrâng parametrii și îi reduc la un set finit, o cale urmată de teoria coardelor.
Există mai multe teorii care abordează gravitația cuantică, dar niciuna nu este completă și consistentă. Modelele trebuie să depășească probleme majore formale și conceptuale, inclusiv formularea de predicții care să poată fi verificate prin teste experimentale.
Teoria coardelor implică obiecte asemănătoare cu coardele se propagă într-un fundal spațiu-timp fix, iar interacțiunile dintre coardele închise dau naștere spațiu-timpului într-un mod dinamic. Aceasta promite să fie o descriere unificată a tuturor particulelor și interacțiunilor. Unui mod în teoria coardelor îi va corespunde întotdeauna un graviton, dar la această teorie apar caracteristici neobișnuite, precum șase dimensiuni suplimentare ale spațiului. În o evoluție a acestui program, teoria supercoardelor, s-a încercat unificarea teoriei coardelor, a relativității generale și supersimetriei, cunoscute sub denumirea de supergravitație într-un model ipotetic cu unsprezece dimensiuni cunoscut sub numele de teoria M.
Efectele gravitaționale cuantice sunt extrem de slabe, și deci dificil de testat. În ultimii ani fizicienii s-au concentrat pe studierea posibilităților testelor experimentale, cele mai vizate fiind încălcările invarianței Lorentz, efectele gravitaționale cuantice în fundalul cosmic de microunde, și decoerența indusă de fluctuațiile spațio-temporale.
Teoriile gravitației cuantice sunt afectate de o mulțime de probleme tehnice și conceptuale. Tian Cao susține că gravitația cuantică oferă o oportunitate unică filosofilor, permițându-le „o șansă bună să vină cu contribuții pozitive, mai degrabă decât să analizeze filosofic ceea ce fizicienii au stabilit deja.” Carlo Rovelli (arhitectul gravitației cuantice în bucle) îndeamnă filosofii să nu se limiteze la „comentarea și polizarea teoriilor fizice fragmentare actuale, să riște încercând să privească înainte.”
Dificultățile conceptuale rezultă în principal din natura interacțiunii gravitaționale, în special echivalența maselor gravitaționale și inerțiale, care permite reprezentarea gravitației ca proprietate a spațiului în sine, mai degrabă decât ca un câmp propagat în spațiu-timp. Când se cuantizează gravitația unele dintre proprietățile spațiu-timpului sunt supuse fluctuațiilor cuantice. Dar teoria cuantică presupune un fundal clasic bine definit pentru aceste fluctuații.